# The Root of All Evil?
The Root of All Evil?, später in The God Delusion umbenannt, ist ein Dokumentarfilm von Richard Dawkins, in dem er die Frage stellt, ob die Menschheit ohne Religion in einem besseren Zustand wäre.
Im Januar 2006 wurde die Sendung zum ersten Mal auf Channel 4 ausgestrahlt.
Dawkins sagte, dass der Titel The Root of All Evil? (Die Wurzel allen Übels) ursprünglich nicht vorgesehen war. Channel 4 wollte jedoch eine Kontroverse anstoßen.
Die einzige Konzession der Produzenten war die Hinzufügung des Fragezeichens. Dawkins gibt zu, dass der Titel Die Wurzel allen Übels lächerlich sei.
Dawkins’ Buch The God Delusion, veröffentlicht im September 2006, geht auf die Fragen des Films im Detail ein. Als der Film 2010 erneut ausgestrahlt wurde, übernahm man den Titel des Buches.

## Teil 1: Der Gotteswahn
Der Film untersucht unbewiesene Glaubenssätze, die als Fakten von vielen Religionen anerkannt werden. Dawkins eröffnet den Film mit der Beschreibung von „Möchtegern-Mördern“ (…), die Fremde und sich selbst töten würden, wenn es die Religion verlange. Dawkins argumentiert, dass „der Prozess des Nicht-Denkens, genannt Glauben“, kein Weg sei, die Welt zu verstehen, sondern im fundamentalen Gegensatz zur modernen Wissenschaft und wissenschaftlichen Methode stehe. Dieser Weg sei spaltend und gefährlich.

### Lourdes
Der erste Besuch Dawkins’ führt ihn nach Lourdes in Südfrankreich, wo er sich eine Kerzenschein-Prozession der Pilger ansieht, die „Laudate Mariam!“ singen. Er ist besonders durch das Gefühl der Gruppensolidarität eingenommen. Bei Tagesanbruch überblickt Dawkins eine große Gruppe von Gläubigen, die für Heilwasser Schlange stehen und sagt, dass es wahrscheinlicher sei, sich mit dem von Tausenden von Menschen bereits als Heilmittel verwendeten Wasser eine Krankheit einzufangen, als damit eine Heilung zu erwirken. Er spricht zu einer irischen Frau, die durch Lourdes angeblich geheilt worden war. Dawkins fragt Pater Liam Griffin über die komplette Anzahl der Wunderheilungen, die über die Jahre stattgefunden haben.
Griffin berichtet von 66 erklärten Wundern und über 2000 unerklärlichen Heilungen (von rund 80.000 Besuchern pro Jahr und das über einen Zeitraum von mehr als einem Jahrhundert).
Griffin behauptet, dass weitere Millionen geistig geheilt worden seien. Dawkins bleibt skeptisch und bemerkt zynisch, dass noch niemand davon berichtet habe, dass ihm wundersam ein abgetrenntes Bein nachgewachsen sei. Die „Heilungen“ würden immer nur Leiden umfassen, die auch ohne spirituelle Interventionen geheilt worden sein könnten.

### Glauben gegen Wissenschaft
Dawkins fährt fort mit der Diskussion, die er als einen Konflikt zwischen Glauben und Wissenschaft sieht. Er weist darauf hin, dass in der Wissenschaft ständig ein Prozess stattfinde, welcher aus der Überprüfung und Überarbeitung von Theorien im Lichte neuer Erkenntnisse besteht, während der Glaube eine Tugend daraus mache, ohne Beweise Dogmen zu akzeptieren. Als ein Beispiel des Glaubens nennt Dawkins die Lehre von der päpstlichen Unfehlbarkeit und die von Mariä Himmelfahrt, die Papst Pius XII. im Jahr 1950 durch die Berufung auf Tradition begründet. Er vergleicht dies mit der wissenschaftlichen Methode, die er als ein System beschreibt, wo Arbeitshypothesen verfälscht werden können. Durch den Rückgriff auf Grund und Beweis können Erkenntnisse gewonnen werden. Dawkins nennt ein Beispiel aus seiner Bachelor-Studie, als ein Gastforscher die Hypothese eines Professors widerlegte, der das Ergebnis mit „Mein lieber Freund, ich möchte Ihnen danken, habe mich 15 Jahre lang geirrt“ kommentierte.
Dawkins betrachtet daraufhin eine wissenschaftliche Theorie „von großer Bedeutung“, die Theorie von Charles Darwin über die Evolution. Dawkins fasst diese Theorie mit einem Verweis auf sein Buch Gipfel des Unwahrscheinlichen zusammen.
Die Vorstellung, dass die volle Komplexität des Lebens entweder durch blinden Zufall oder durch die Hand eines intelligenten Designers entstanden sei, vergleicht er mit einem Sprung auf einen Berg in einem einzigen Satz.
Im Gegensatz dazu zeigt Dawkins auf, dass Darwins Theorie eine Erklärung dafür abliefert, die die Besteigung eines Berges damit vergleicht, nach und nach, über eine sanfte Steigung auf den Berg zu gelangen. Dawkins sagt auch, dass die Design-Hypothese eine weitere Frage aufwirft: Wer schuf den Schöpfer? (Vergleiche dazu die philosophische Frage nach der ersten Ursache.)

### Colorado Springs
Als Nächstes besichtigt Dawkins Colorado Springs, um den Aufstieg des fundamentalistischen Christentums in den Vereinigten Staaten zu untersuchen. Er besucht die New Life Church, ein 18.000.000-Dollar Gottesdienst-Zentrum, wo Pastor Ted Haggard eine Zeit lang einer 14.000 Seelen starken Gemeinde vorstand. Haggard war zu der Zeit Vorsitzender der National Association of Evangelicals und nach Dawkins hatte Haggard wöchentlich eine Telefonkonferenz mit dem Präsidenten der Vereinigten Staaten George W. Bush.
Dawkins interviewt Haggard und vergleicht die Organisation des Gottesdienstes, der auf ein Massenerlebnis setze, mit einem Reichsparteitag, auf den Joseph Goebbels stolz gewesen wäre. Haggard lacht und sagt, er wisse nichts von Reichsparteitagen. Er vergleicht den Gottesdienst mit einem Rockkonzert. Haggard sagt, dass die Bibel wahr sei und sich nicht widersprechen würde, so wie es die Wissenschaft tue. Dawkins behauptet, dass der Vorteil der Wissenschaft sei, dass neue Beweise Ideen ändern würden. Der Fortschritt des menschlichen Wissens sei durch die Religion behindert worden.
Haggard behauptet nun, dass die amerikanischen Evangelikalen die wissenschaftlichen Methoden vollständig akzeptieren würden. Er erwähnt jedoch gegenüber Dawkins, dass Vertreter der Evolutionstheorie argumentieren würden, dass Ohr oder Auge „durch Zufall entstanden seien“. Dies weist Dawkins zurück, worüber ein Streit entsteht. Haggard wirft Dawkins dann „intellektuelle Arroganz“ vor. Als Dawkins und seine Film-Crew ihre Sachen packen, gibt es eine kurze Auseinandersetzung auf dem Parkplatz. Es wird berichtet, dass Haggard Dawkins’ Crew rechtliche Schritte angedroht habe und ihm vorwerfe, er hätte Haggards Kinder als Tiere bezeichnet. Dawkins nimmt dann an einem Treffen amerikanischer Freidenker teil, die ihm berichten, dass Biologielehrer als „Satan in Menschengestalt“ für den Unterricht der Evolution bezeichnet worden seien. Ein weiterer Freidenker vergleicht die gegenwärtige Situation in den USA mit der
McCarthy-Ära.

### Jerusalem
Schließlich besucht Dawkins Jerusalem, das er als einen Mikrokosmos von allem, was falsch an Religionen ist, betrachtet. Er nimmt an einer geführten Tour durch die Grabeskirche teil. Diese Kirche wird von einigen Christen als der Ort der Kreuzigung und Bestattung Jesus’ betrachtet. Dawkins hört Menschen von beiden Seiten des Nahostkonflikts, den jüdischen Vertreter Yisrael Medad und dann den Großmufti von Palästina, Scheich Ikrima Sa’id Sabri. Die beiden Seiten erscheinen unversöhnlich. Dawkins interviewt Yousef al-Khattab, ehemals Joseph Cohen, einen in Amerika geborenen Juden, der nach Israel kam, um als Siedler zu leben. Später konvertierte er zum Islam. Gegenüber Dawkins erklärt al-Khattab seine Ansichten über die Dekadenz der westlichen Welt.
Al-Khattab hat zwei wichtige Anliegen: Zum einen will er alle Nicht-Muslime aus den islamischen Ländern ausweisen. Zweitens ist er besorgt über die Art und Weise, in der Frauen gekleidet sind.

### Russells Teekanne
Dawkins rundet diese Folge mit einer Präsentation von Bertrand Russells himmlischen Teekanne-Analogie ab. Er argumentiert, dass es keine Notwendigkeit gäbe, sich dem Glauben zuzuwenden, nur weil die Wissenschaft noch nicht jede denkbare Frage beantwortet habe. Der Glaube habe noch nie etwas von Bedeutung beantwortet.

## Teil 2: Das Virus des Glaubens
Im zweiten Teil mit dem Titel Das Virus des Glaubens, erläutert Dawkins die Meinung, dass die moralischen Rahmen von Religionen verzogen seien und argumentiert gegen die religiöse Indoktrination von Kindern. Der Titel dieser Episode stammt aus The Selfish Gene, in dem Dawkins das Konzept der Meme diskutiert.

### Sektiererische Erziehung
Dawkins beschreibt, was er als sektiererische Bildung bezeichnet: Die getrennte Unterrichtung von Kindern, die nach Religion erfolgt. Er besucht die chassidische jüdische Gemeinde von Nord-London, eine von äußeren Einflüssen – wie etwa dem Fernsehen – abgeschlossene Welt. Er interviewt den britischen Rabbi Herschel Gluck in London, um zu erfahren, wie ihre Kultur den Kindern ermöglicht, auf wissenschaftliche Ideen zuzugreifen.
Gluck glaubt, dass es für eine Minderheit wichtig sei, in einem abgeschlossenen Bereich zu lernen und so die eigene Kultur und den eigenen Glauben zu bewahren. Gluck betont, dass, obwohl den Schülern beigebracht worden sei, dass Gott die Welt in sechs buchstäblichen Tagen erschaffen habe, die Mehrheit nicht daran glauben werde.
Gluck betont zudem den Unterschied zwischen der Tradition des Judentums und den Wissenschaften, die er als „ihre (Dawkins) Tradition“ bezeichnet. Gluck erklärt, dass es die „Theorie der Evolution“ und nicht „Gesetz der Evolution“ heiße.
Dawkins äußert sich besorgt über den zunehmenden religiösen Einfluss an britischen Schulen mit über 7.000 Glaubensschulen und dass die britische Regierung diese Entwicklung auch noch beschleunige. Über die Hälfte der neuen Stadt-Akademien würden voraussichtlich bald von religiösen Organisationen gesponsert werden.
Er sagt, dass diese Entwicklung besorgniserregend sei. Als ein Beispiel nennt er die Phoenix Academy in London. Dawkins untersucht die Lehrmaterialien der Schule, die von Adrian Hawkes geleitet wird. Auf jeder Seite gäbe es einen Bezug zu Gott oder Jesus, sowie einen Verweis auf die Arche Noah in einem wissenschaftlichen Lehrbuch. Ein weiterer Abschnitt des Lehrmaterials spricht über AIDS als „Lohn der Sünde“ (vergleiche Römer 6,23 ). Dawkins fragt, ob dies vielleicht nicht das Vermischen von Gesundheitserziehung mit einer moralischen Predigt sei. Hawkes behauptet, dass es ohne einen Gesetzgeber, der sage „Vergewaltigung oder Pädophilie sei falsch“, Moral relativ wäre. Sollten die Menschen glauben, dass sie mit ihren schlechten Taten durchkämen, dann würden sie dazu neigen, sie zu tun. Dawkins antwortet auf diese Behauptung, dass wenn der einzige Grund diese Dinge nicht zu tun, die Angst vor Gott sei, man nicht von sich behaupten könne, ein moralischer Mensch zu sein. Die Religion vermittle eine verquere Moral.

### Religion als Virus
Weiterhin diskutiert Dawkins die Frage, ob Religion als ein Virus im Sinne von Memen angesehen werden könne. Er beginnt mit einem Beispiel, in dem ein Kind genetisch programmiert wird, ohne zu hinterfragen zu glauben. Es muss dem Wort der Autoritäten, vor allem der Eltern, vertrauen. Aus evolutionären Gründen gäbe es nur wenige Kinder, die eine skeptische Haltung gegenüber Älteren einnähmen.
Dawkins trifft die Psychologin Jill Mytton, die eine missbräuchliche religiöse Erziehung bei den Exclusive Brethren erlitten hat. Heute hilft sie ähnlich betroffenen Kindern zu rehabilitieren. Mytton erklärt, dass für ein Kind Bilder des Höllenfeuers keineswegs metaphorisch seien, sondern realen Terror darstellten. Sie porträtiert ihre eigene Kindheit als eine, die „von der Angst beherrscht“ gewesen sei. Von Dawkins befragt, gibt Mytton zu, dass die Bilder der ewigen Verdammnis, die sie als Kind aufgenommen habe, immer noch die Macht hätten, sie heute zu beeinflussen.
Dann besucht Dawkins Pastor Keenan Roberts, der seit 15 Jahren das Hell House Outreach-Programm betreibt. Er produziert Shows im Theater, die auf Kinder ab zwölf Jahren einen unauslöschlichen Eindruck ausüben. In den Shows sieht man Ärzte, die Frauen zwingen, Abtreibungen vorzunehmen. Außerdem gibt es Frauen, die bei Satan schwören, nie „normal“ zu werden, sondern lesbisch zu bleiben. Roberts, der wörtlich an die Bibel glaubt, hat kein schlechtes Gewissen, da er meint, den Kindern einen Gefallen zu tun. Als er Dawkins fragt, warum er nicht glaube, antwortet er „wegen der Beweise“.

### Biblische Moral

#### Altes Testament
Als Nächstes untersucht Dawkins die Frage, ob die Bibel wirklich einen geeigneten moralischen Rahmen bildet, so wie Christen behaupten. Dawkins betont, dass die Texte von zweifelhafter Herkunft und Wahrheitsgehalt seien. Sie seien widersprüchlich und genau untersucht und beschrieben ein System der Moral, das jeder zivilisierte Mensch abstoßend finden müsste.
Dawkins beschreibt das alte Testament, das die Wurzel des Judentums, Christentums und des Islam darstellt. Im 5. Buch Mose weist Moses die Gläubigen an, Freund oder Familienmitglieder zurückzuweisen, die andere Götter anbeten würden. Außerdem sei Moses verärgert, dass man besiegte Feinde am Leben gelassen habe. Er forderte seine Untertanen dazu auf, alle Zivilisten zu ermorden und die Jungfrauen für die Männer zu behalten. Dawkins beschreibt dieses Verhalten als Völkermord. Dawkins stellt auch eine weitere Geschichte aus der Genesis vor: Zwei Engel besuchen Lot und werden von der Menge bedrängt. Lot überlässt dem Mob seine Töchter zur Vergewaltigung, um so die Gäste zu verschonen. Dies wird von der Bibel als lobenswertes Verhalten dargestellt. Nach Ansicht von Dawkins ist der Gott des Alten Testaments „der unangenehmste Charakter in der Fantasieliteratur“.

#### Neues Testament
Dawkins bespricht dann das Neue Testament, das auf den ersten Blick, als eine große Verbesserung des moralischen Standpunktes erscheint. Aber Dawkins beschreibt als abstoßend, was Paulus von Tarsus über die Kreuzigung schreibt. Die Lehre wird von Dawkins als sadomasochistisch bezeichnet. Jesus musste schrecklich gefoltert und getötet werden, so dass wir erlöst werden konnten. Bezüglich der Sühne und der Erbsünde fragt Dawkins: „Wenn Gott uns unsere Sünden vergeben wollte, warum verzieh er uns nicht einfach? Wen versucht Gott zu beeindrucken?“
Dawkins interviewt den amerikanischen Pastor Michael Bray, der die Bibel wörtlich interpretiert. Er möchte, dass die Todesstrafe für die Sünde des Ehebruchs durchgesetzt wird. Bray war ein Freund von Paul Jennings Hill, der 2003 für den Mord an einem Arzt, der Abtreibungen vornahm und für den Mord am Begleiter des Arztes zum Tode verurteilt wurde. Bray verteidigt die Morde und spekuliert, dass Hill im Paradies sei. Später unterhält sich Dawkins mit seinem Freund Richard Harries, dem ehemaligen Bischof von Oxford und liberalen Anglikaner. Harries sieht die Schriften als Texte, die in Zusammenhang mit der Zeit, in der sie geschrieben wurden, gelesen und im Lichte der modernen Erkenntnisse interpretiert werden sollten. Dawkins fragt Harries über seine Einstellung in Richtung Wunder und Harries gibt zu, an die Jungfrauengeburt und die Auferstehung Jesu zu glauben.

### Nichtreligiöse Moral
Schließlich sucht Dawkins zusammen mit dem Evolutionspsychologen Oliver Curry nach einer Erklärung für Moral basierend auf der Evolutionsbiologie, die er für sinnvoller als alte Texte hält.
Er diskutiert die ursprüngliche Moral, die unter Schimpansen beobachtet wurde. Curry erklärt seine Ansicht, dass wir die Religion für die Moral nicht brauchten. Eine überzeugende Erklärung sieht er in dem Konzept des reziproken Altruismus.
Dawkins debattiert über Moral mit dem Romanautor Ian McEwan. McEwan nimmt die Sterblichkeit des menschlichen Lebens als Ausgangspunkt und sagt, dass dies natürlich zu einer Moral, basierend auf Empathie führen müsse. Unser Bewusstsein sollte uns ein klares Gefühl der Verantwortung für unsere kurze Spanne auf der Erde verleihen.
Dawkins endet damit, dass der Atheismus nicht zur Verzweiflung führe, sondern genau zum Gegenteil. Das Leben sei kein Test, der vor dem Erreichen eines mythischen Jenseits ertragen werden müsse, sondern für den Atheisten alles, was er habe.
Atheismus sei laut Dawkins lebensbejahender, als es die Religion je sein könne.

## Kritik
Im New Statesman schrieb Dawkins, dass die Sendung in einem Verhältnis von 2:1 positiv aufgenommen wurde. Journalisten wie etwa Howard Jacobson warfen Dawkins vor, Extremisten eine Stimme gegeben zu haben. Dawkins antwortete, dass die National Association of Evangelicals 30 Millionen Mitglieder habe. Außerdem habe er religiöse Führer aus dem UK eingeladen, die die Einladung aber abgelehnt haben.
Alister McGrath von der Oxford University war auch für den Film interviewt worden, wurde aber nachträglich herausgeschnitten. McGrath behauptete, Dawkins habe sich beim Interview unwohl gefühlt. Er warf Dawkins journalistische Unseriosität vor. Dawkins habe eine ganz bestimmte Richtung vermitteln wollen und daher sei McGraths Vortrag herausgeschnitten worden. Das McGrath-Interview erschien später in voller Länge auf der DVD von „The Root of All Evil?“ im Bonusprogramm. Die Debatte zwischen beiden findet sich auch bei YouTube.
Die religiöse Journalistin Madeleine Bunting gab eine harsche Kritik in The Guardian ab. Sie bezeichnete den Film als „intellektuell lahm und eines großen Wissenschaftlers nicht würdig“. Im The Tablet wurde der Film von Keith Ward dafür kritisiert, dass er eine simple Herangehensweise an die Religion wähle.

## Weiteres
Haggards Karriere endete aufgrund eines Sexskandals. Drehorte waren neben Lourdes, Jerusalem, Colorado Springs und London auch New York City.